# 埃爾基河

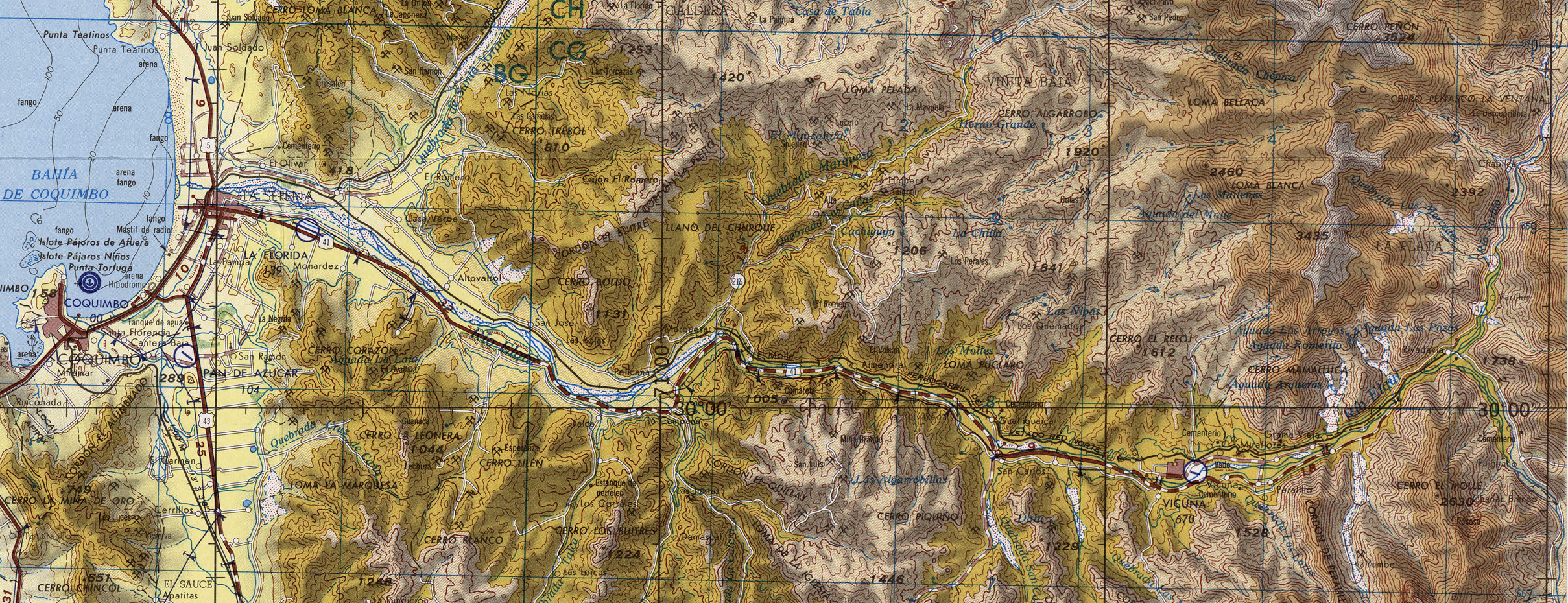
埃爾基河

埃爾基河（西班牙語：Río Elqui）是智利的河流，始建於安第斯山脈西部，河道全長75公里，流域面積9,657平方公里，最終注入太平洋，人口密度每平方公里7.13人。
29°53′40″S 71°16′30″W / 29.89444°S 71.27500°W